# Cancellalata subumbrata
Cancellalata subumbrata är en fjärilsart som beskrevs av Fletcher 1956. Cancellalata subumbrata ingår i släktet Cancellalata och familjen mätare. Inga underarter finns listade i Catalogue of Life.